# Jiaxing
Jiaxing, tidigare känd som Kiahsing, är en stad på prefekturnivå i den norra delen av provinsen Zhejiang i Kina. Den ligger omkring 81 kilometer nordost om provinshuvudstaden Hangzhou vid Kejsarkanalen med storstaden Shanghai som granne i nordost.
Centrala Jiaxing hade 274 455 invånare vid folkräkningen år 2000, med totalt 3,6 miljoner invånare i det område, som staden omfattar.

## Administrativ indelning
Staden är indelad i två stadsdistrikt, tre städer på häradsnivå samt två härad.
| Område               | Kinesiska (Hanzi) | Areal (km²) | Invånarantal 1 november 2000 |
| Stadsdistrikt        |                   |             |                              |
| -------------------- | ----------------- | ----------- | ---------------------------- |
| Nanhu¹               | 南湖区            | 426         | 500 298                      |
| Xiuzhou              | 秀洲区            | 542         | 381 625                      |
| Städer på häradsnivå |                   |             |                              |
| Haining              | 海宁市            | 681         | 666 080                      |
| Pinghu               | 平湖市            | 536         | 507 899                      |
| Tongxiang            | 桐乡市            | 723         | 713 399                      |
| Härad                |                   |             |                              |
| Haiyan               | 海盐县            | 503         | 387 723                      |
| Jiashan              | 嘉善县            | 504         | 425 972                      |
| TOTALT               |                   | 3 915       | 3 582 996                    |

¹Distriktet ändrade namn från Xiucheng till Nanhu den 17 maj 2005.
Jiaxings stadsprefektur är med sina 915 invånare per kvadratkilometer den mest tätbefolkade av samtliga städer på prefekturnivå i Zhejiang.
Jiaxings båda stadsdistrikt, som tillsammans täcker stadens storstadsområde, hade totalt 881 923 invånare år 2000, på en yta av 968 kvadratkilometer.

### Orter
Staden omfattar inte enbart Jiaxing med närmaste omgivning, utan även ett antal andra stora och medelstora orter. Centrala Jiaxing var år 2000 uppdelad i sex gatuområden (jiedao) som totalt hade 274 455 invånare.

#### Orter med över 100000 invånare
| Ort     | Invånarantal 1 november 2000 |
| ------- | ---------------------------- |
| Jiaxing | 274 455                      |
| Xiashi  | 166 901                      |
| Weitang | 151 976                      |
| Danghu  | 124 351                      |
| Wutong  | 112 474                      |
| Haiyan  | 110 458                      |

## Klimat
Genomsnittlig årsnederbörd är 1 712 millimeter. Den regnigaste månaden är juni, med i genomsnitt 277 mm nederbörd, och den torraste är november, med 65 mm nederbörd.